# Arxiver
|  | No s'ha de confondre amb Documentalista. |

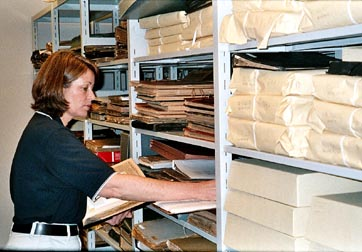
Arxivera treballant.

Un arxiver és la persona que té un arxiu a càrrec seu o serveix com a tècnic en aquest. En la seva accepció moderna, l'arxiver és un professional amb titulació universitària superior que defineix, implanta i manté el sistema de gestió documental i de gestió d'un arxiu per tal d'organitzar i custodiar els documents, amb la finalitat de facilitar-ne l'accés i la consulta.

## Història
L'origen de la professió d'arxiver es remunta a l'aparició de l'escriptura, a mitjans del quart mil·lenni a.d.c. L'escriptura va sorgir davant la necessitat de registrar dades, pactes, situacions i en medis permanents. L'escriptura es trobava en mans d'una elit. Des de les monarquies sorgides en l'Àsia anterior fins al Baix Imperi romà, passant per les civilitzacions egípcies i grega es té la constància de l'existència d'arxius (reals, dels temples, fins i tot bancaris). Es tenen notícies en aquesta època de personatges encarregats dels arxius, però més aviat com una funció inherent a altres càrrecs. Tot i això es podria parlar d'una activitat conscient, sistemàtica i basada en un coneixement i una concepció de l'ordre específic i qui exercia aquesta magistratura ho feia des de la base d'un coneixement que podríem qualificar d'expert. Aíxí a l'Atenes clàssica el responsable dels arxius de l'Estat era l'Areòpag, i més tard l'Epistata. Al món romà, els responsables van ser els qüestors i, posteriorment, els prefectes. Al món clàssic els treballs arxivístics eren efectuats per esclaus públics qualificats, la situació dels quals eren relativament envejable.
A l'alta edat mitjana, amb la caiguda del món romà, l'escriptura i el document escrit perden importància i es releguen sobretot a l'àmbit eclesiàstic. Així, la Regla de sant Benet inclou el treball arxivístic com una de les activitats dels monjos. A la baixa edat mitjana, amb el desenvolupament urbà i de les activitats econòmiques i socials, s'inicia una creixent complexitat administrativa. Llavors el document va prendre més importància i es van començar a formar els primers arxius sota la responsabilitat d'arxivers. L'any 1346 el rei Pere el Cerimoniós va nomenar Pere de Passeya (1346-1348) com a arxiver, un dels primers arxivers amb aquest nom, de l'"Arxiu Reial de Barcelona" (més tard "Arxiu de la Corona d'Aragó").
Fins ben entrat el segle xx, els arxius històrics van ser el lloc de treball habitual dels arxivers. La professió d'arxiver estava marcada per l'historicisme i per l'influx de la paleografia i la diplomàtica, que s'ocupaven sobretot de documentació medieval. Era el model arxiver-erudit. Per exemple, segons el decret de reforma del cos d'arxivers, bibliotecaris i arqueòlegs de 1868 l'arxiver era “poderós auxiliar dels estudis històrics i bibliogràfics, i investigador i guardador d'inestimables riqueses”.
Al segle xx l'ofici es professionalitza coincidint amb una consolidació de la ciència arxivística i l'obertura de nous camp d'actuació. S'amplia enormement el camp de l'arxiver, no només als arxius històrics sinó també als administratius. I una ràpida evolució que arriba fins avui ha fet superar el model d'arvixer-historiador o arxiver-erudit tradicional per un arxiver polivalent. Aquesta ampliació ha comportat la partició del món professional, sobretot al món anglosaxó, on s'estableixen dues àrees: la del records management o gestió de documents administratius, i la tradicional o administració d'arxius. Tot i això a Europa es considera un únic professional.
A més, d'ençà de la Segona Guerra Mundial, l'ofici d'arxiver ha hagut d'enfrontar-se al creixement dels fons administratius, la introducció de noves tecnologies i la preservació dels fons, a causa del nombre creixent d'usuaris. Li ha calgut equilibrar, doncs, la funció de suport a l'administració i de difusió i potenciació de la recerca.

## Funcions i tasques
Avui en dia la funció dels arxius i els arxivers és cada vegada més complexa i extensa. Però fins a la dècada dels 80 la funció arxivística es limitava als grans dipòsits d'arxius de grans administracions, l'Església i certes empreses, amb competències només sobre els documents històrics. Els arxius rebien les transferències i les seves funcions principals eren la conservació i la custòdia dels fons històrics, la seva classificació i descripció, i l'organització dels serveis d'atenció als usuaris (sobretot historiadors). El personal que s'ocupava dels arxius provenia majoritàriament de la facultat de lletres, especialment dels estudis d'història, i els coneixements específics d'arxivística s'adquirien amb la pràctica del dia a dia en l'organització de l'arxiu.
Actualment la realitat és ben diferent. La modernització de la societat ha comportat una modernització dels arxius, que han ampliat el seu camp d'acció i han incorporat noves funcions. L'arxiver s'ocupa avui d'una gran varietat d'arxius, organitza els documents des que es generen, s'ocupa de documents fixats en qualsevol suport i format, aplica tècniques d'avaluació per determinar la conservació o destrucció dels documents i satisfà les demandes d'una gran varietat d'usuaris.
Segons el codi deontològic dels arxivers catalans: “Els arxivers tenen com a funció social assegurar i possibilitar la utilització dels documents d'arxiu, i de la informació que contenen, amb finalitats jurídiques, administratives, informatives, culturals i científiques. D'aquesta manera, els arxivers contribueixen a millorar el funcionament de les organitzacions, a salvaguardar els drets i els deures de les persones que contenen els documents, a preservar la memòria col·lectiva i a fer possible la recerca científica i la difusió de la cultura.”
Sempre l'objectiu últim de l'arxiver ha de ser fer útils per al seu ús els documents a càrrec seu. El professional de l'arxiu té, a més, un compromís ètic amb la societat en la preservació dels documents i l'accés a aquests, garantint la transparència administrativa i facilitant a la societat el dret a la informació.

## Competències i habilitats
Les competències d'un professional de l'arxivística es poden dividir en genèriques i específiques.

### Competències genèriques
- Capacitat de direcció i lideratge: habilitat per implantar polítiques, liderar projectes de gestió documental i col·laborar amb la resta de l'organització en l'àmbit dels sistemes d'informació i de la gestió electrònica de documents.
- Capacitat de saber comunicar.
- Elevada disposició d'autoaprenentage. És important conèixer les últimes novetats en tecnologies de la informació i comunicació, el continu desenvolupament d'estàndards relacionats amb la gestió documental aprovats pels organismes internacionals de normalització (normes ISO) i les novetats legislatives.

### Competències específiques
- Arxivística. Ha de tenir un coneixement profund de la història dels arxius i de la arxivistica, dels principis fonamentals de la ciència arxivística, l'estudi de fons i documents d'organitzacions públiques i privades i dels diferents formats, les tècniques arxivístiques de l'organització documental, com ara la classificació, la descripció, l'avaluació i la gestió documental.
- Dret. Els coneixements de dret són necessaris per a tractar la documentació. Ha de conèixer àmpliament els fonaments del dret administratiu, civil, mercantil i patrimonial. Aíxi mateix, ha de tenir coneixements sobre la legislació i el règim jurídic dels documents i els arxius (normativa arxivística sorgida d'organismes internacionals i de la Unió Europea, la normativa estatal, autonòmica, de patrimoni cultural, i d'accés als arxius i els drets de protecció del dret a la intimitat de les persones).
- Ciències de la informació. És important el coneixement de tècniques de recuperació de la informació i dels llenguatges documentals. L'arxivística també comparteix amb les ciències de la informació les nocions de preservació, conservació i restauració de materials documentals.
- Història i ciències auxiliars de la història. La història és molt important sobretot per conèixer la història de la institució que genera l'arxiu, ja que no es pot tractar un fons sense conèixer el funcionament i la història de l'organització. També és important tenir coneixements de paleografia i diplomàtica per poder llegir i interpretar textos antics.
- Administració d'empreses. Com que actualment l'arxiver també s'ocupa de documents de gestió i d'empresa, l'arxiver ha de tenir també nocions d'administracions d'empreses.
- Tecnologies de la Informació i la Comunicació (TIC). Un coneixement major de Tecnologies de la Informació esdevé sempre més important conèixer els sistemes de recuperació de representació i recuperació de la informació, els processos de digitilització i emmagatzematge en suports electrònics.
- Gestió Cultural. L'arxiver necessita tenir certes habilitats en gestió cultural i comunicació. L'arxiu és un patrimoni que s'ha de difondre a la societat. L'arxiver ha de[Cal aclariment]
 amb els usuaris i orientar-los en la seva cerca.
- Coneixements bàsics de conservació. Són necessaris per ajudar a entendre la vida útil dels documents. Molts suports (com fotografies, papers àcids, vídeos i altres) es poden deteriorar si no s'emmagatzemen i es mantenen pròpiament.

### Habilitats
- Capacitat per dissenyar, planificar i implantar sistemes de gestió documental.
- Capacitat de gestió de servei d'arxiu. Elaborar pressupostos, aplicar les normes de qualitat, organitzar productes i serveis d'atenció al ciutadà.
- Quant a la conservació de documents: identificar necessitats i elaborar els requisits pel disseny d'instal·lacions adequades a l'arxiu, elaborar plans preventius i de seguretat.
- Capacitat per aplicar les tècniques d'organització documental: realitzar plans de selecció de documents, implementar calendaris de conservació i elaborar quadres de classificació.
- Competència ètica: Compromís amb la societat en la mesura que han de prendre consciència del valor dels documents i ser capaços de resoldre els dels conflictes que puguin sorgir entre el dret d'accés a la informació i el dret de protecció a la intimitat de les persones. En definitiva, els arxivers han de prendre consciència dels valors dels documents i dels arxius com a instruments imprescindibles per a la restitució dels drets humans i la reconstrucció de la mateixa història.

## Perfil professional
El perfil del professional de l'arxivística ha de ser ampli i polivalent per a respondre a una gran pluralitat d'interessos i en el context d'organitzacions de dimensions i objectius ben diferents. La major part dels arxius de Catalunya són de tipus corporatiu amb un únic arxiver al davant, que fa alhora les funcions de director d'arxiu i de tècnic arxiver. No obstant això, existeixen moltes institucions d'arxiu que tracten gran quantitat de documents i, per tant, que requereixen més personal.
En aquest sentit la majoria d'autors defensen que cal superar la visió unipersonal del servei d'arxiu i avançar en la línia de diversificar el perfil professional dels arxivers segons la funció: Director, tècnics superiors arxivers, tècnics superiors especialistes, tècnics mitjans generalistes i, a un altre nivell, administratius, auxiliars i subalterns.
Segons Ramon Alberch s'haurien de formar arxivers generalistes amb una base cultural, teòrica i pràctica àmplia, i posteriorment, dotar-los d'una formació especialitzada segons el tipus d'arxiu, fons o suport.

### El futur de la professió
El futur de la professió està en la participació dels arxivers en l'estructura dels sistemes d'informació. Han de fer-se un lloc dintre de la societat de la informació. El repte dels arxivers és principalment dissenyar i aplicar sistemes de gestió documental que contribueixin a l'eficàcia i l'eficiència de les organitzacions.
Segons José Ramón Cruz Mundet hi ha diversos punts a tenir en compte pel que fa al futur de l'arxiver:
- El camp d'actuació dels arxivers s'ha estès al món de l'administració. Passant d'una preocupació pel fet històric a una concepció global al servei de l'arxiu, mitjançant el nou concepte de cicle vital dels documents. La gestió de documents administratius (records managements) és el gran camp a explotar per l'arxiver contemporani. Davant els problemes plantejats per l'enorme massa documental que es produeix avui dia l'arxiver ha de situar el seu camp d'acció en els documents administratius, això és, tractar els documents des de la seva creació. Establint normes, mètodes i sistemes que regeixin la vida dels documents durant la seva creació, utilització, conservació o eliminació definitiva.
- Les noves tecnologies de la informació a més de facilitar els processos han descobert camps inèdits com el de la documentació audiovisual i el tractament de documents electrònics.
- Les necessitats informatives i el dret al lliure accés han creat un nou camp del dret: el règim jurídic de la documentació. Objecte d'estudi dels arxivers.
- El procés de renovació i revalorització dels arxius ha atret nous usuaris. Avui no només utilitzen els arxius les administracions sinó que també el públic en general. Ja sigui amb fins informatius, relacionats amb els seus propis drets, o d'investigació científica, o simplement curiosos.
- La creació d'organismes internacionals relacionats amb el món de l'arxivística i l'augment de la col·laboració entre arxivers, per resoldre problemàtiques comunes.

## Formació
La primera formació amb un tractament arxivístic va ser a la Universitat de Magúncia (Alemanya) a finals del s.XVIII. Més endavant es varen anar creant escoles arxivístiques amb un perfil historicojurídic, com per exemple l'École des Chartes (1821) a París. Podríem parlar d'aquest període com una primera etapa que aniria des de 1821 fins a 1974 durant la qual s'esdevingué una transició d'una erudició històrica a la gestió de la formació.
La segona etapa s'inicia el 1974 fins al 1989 en el moment en què es va produir el moviment per l'harmonització de les formacions. Aquest moviment va ser impulsat per 3 associacions professionals: CIA, IFLA i FID. Tenien la voluntat de promoure un ús més racional dels recursos humans i econòmics en la formació en biblioteconomia, arxivística i ciències de la informació.
Cap als anys 1990 té lloc una veritable transformació: afirmació doctrinal de la professió, es reconeix com a ciència i s'insereix en la universitat. El nombre d'universitats i institucions educatives que es dediquen a la formació arxivística ha anat creixent en els últims anys i anat passant d'ésser un fenomen europeu i d'Amèrica del Nord ha de ser de la Xina, Nova Zelanda i sobretot Amèrica Llatina (al Brasil per exemple hi ha 7 universitats que formen en arxius). En aquest sentit també és important destacar la “Red Iberoamericana de Enseñanza Archivística Universitaria “ (RIBEAU).

### A Espanya
L'any 1856 es crea la “Escola Superior de Diplomàtica” amb l'objectiu de formar personal expert per a l'objectiu de formar personal expert per al tractament de documents de la desamortització. Paral·lelament el 1858 es crea el "Cos Facultatiu d'Arxivers, Bibliotecaris i Arqueòlegs" amb l'objectiu de proveir professionals als arxius i biblioteques de l'estat i donar suport a la Real Academia de la Historia.
Al s. XX es produeixen intents per introduir l'ensenyament de l'arxivística a la universitat i a l'administració pública. L'any 1952 la Direcció General d'Arxius i Biblioteques va crear els cursos de formació tècnica d'arxivers i bibliotecaris amb la finalitat de preparar aspirants a les oposicions del cos d'arxivers de l'Estat. Al llarg dels anys vuitanta del s.XX, la biblioteconomia i la documentació i, alhora, l'arxivística queda diluïda en unes poques assignatures vinculades a la història i les ciències afins.
El perfil actual del professional del sector es vincula a una titulació superior universitària —en general, història, pel perfil demanat als arxius històrics— i a una especialització adquirida en cursos de postgrau organitzats per la Universitat Autònoma de Barcelona, la Universitat Carlos III de Madrid, la Universitat Internacional d'Andalusia, i la Universitat de Sevilla.
A Catalunya l'any 1987, l'Associació d'Arxivers de Catalunya va elaborar un manifest que encapçalava un moviment de defensa d'una llicenciatura arxivística amb el lema “Per uns estudis universitaris d'arxivística a l'Estat Espanyol” (1991). Aquest moviment va generar tota una sèrie de jornades, debats i estudis.
A finals dels anys 1980-1990 varen aparèixer els primers mestratges en arxivística: a la Universitat Autònoma de Barcelona (1989), en la Universitat de Sevilla (1995) i a la Universitat Carlos III de Madrid (2000). Aquesta formació anava encaminada a omplir l'absència d'una titulació específica. Cal destacar que la Universitat Autònoma de Barcelona (amb l'impuls de l'Associació d'Arxivers de Catalunya) va ser la primera universitat de l'estat en crear la seqüència formativa en arxivística més àmplia i complex. La Universitat Autònoma l'any 2001 va aprovar la proposta de crear l'"Escola Superior d'Arxivística i Gestió de Documents” i a la vegada implantar un "Màster d'Arxivística i Gestió de Documents". També es realitzen cursos de formació continuada a més de fer un servei de consultoria i recerca en l'àmbit arxivístic.

## Organismes internacionals i espanyols
L'any 1950 es va crear el Consell Internacional d'Arxius amb la funció de promoure els arxius i coordinar i fomentar el treball dels arxivers, així com contribuir a la protecció dels drets i el desenvolupament del coneixement i la cultura. Aquest organisme formula un programa d'actuació a través de branques, seccions i grups de treball. Es dona prioritat a projectes que concordin amb els objectius de defensa de la professió, automatització dels arxius electrònics, preservació i preparació per a situacions d'urgència i la formació inicial i contínua. La projecció exterior del consell es concreta en l'organització de congressos i conferències (“Congrés Internacional d'Arxius” o la “Conferència de la Taula Rodona dels Arxius”-CITRA-).

### Associacions professionals
A més, tant a Espanya com a tots els altres països trobem nombroses associacions professionals que mantenen una gran activitat, treballant pel reconeixement del treball dels arxivers, i fomentant la relació entre aquests. La primera associació professional va ser l'holandesa creada el 1891. Posteriorment es crearen les franceses, suïsses i nord-americanes.
A Espanya fins a la dècada dels anys vuitanta gairebé l'única associació que englobava els arxivers era l'ANABAD (Asociación de Archiveros, Bibliotecarios, Arqueólogos, Museólogos y Documentalistas), apareguda el 1949. Des de llavors, junt amb l'emergència dels arxius i del sector arxivístic dins el context de democratització de la vida pública, les associacions s'han multiplicat.

### Relació de les associacions professionals a Espanya
- Generals
  - Asociación de Archiveros, Bibliotecarios, Arqueólogos, Museólogos y Documentalistas (ANABAD) (1950) Compta amb cinc organitzacions territorials: Aragón, Castilla – La Mancha, Galicia, La Rioja i Múrcia.
  - Federación Española de Sociedades de Archivística, Biblioteconomía, Documentación y Museística (FESABID) (1988)
  - Arxivers sense Fronteres (AsF) (1998)
  - Coordinadora de Asociaciones de Archiveros (1998)
- Sectorials
  - Asociación de Archiveros de la Iglesia (1971)
  - Secretariado de Archiveros Eclesiásticos de Catalunya (1975)
  - Conferencia de Archivos Universitarios (CAU) (1998)
  - Archiveros Españoles en la Función Pública (AEFP) (2007)
- Territorials
  - Associació d'Arxivers de Catalunya (AAC) (1985)
  - Asociación de Bibliotecarios, Archiveros, Documentalistas y Museólogos de Extremadura (ABADMEX)
  - Asociación Vasca de Profesionales de Archivos, Bibliotecas y Centros de Documentación (ALDEE) (1990)
  - Asociación de Archiveros de Castilla y León (ACAL) (1991)
  - Asociación de Archiveros de Andalucía (AAA) (1992)
  - Asociación de Bibliotecarios, Archiveros y Documentalistas de las Islas Baleares (ABADIB) (1992)
  - Asociación para la Defensa del Patrimonio Bibliográfico y Documental de Cantabria (DOC) (1992)
  - Associació Valenciana d'especialistes en Informació (AVEI) (1993)
  - Associació d'Arxivers Valencians (AAV) (1999)
  - Asociación de Archiveros de Navarra (AAN)
  - Asociación de Archiveros de la Comunidad de Madrid (AAM) (2003)
  - Asociación de Archiveros de Canarias (ASARCA) (2005)
  - Asociación de Archiveros del Principado de Asturias (AAPA) (2007)

La majoria d'aquestes associacions mantenen un conjunt d'activitats periòdiques que se centren en l'aspecte formatiu, les publicacions i les jornades i congressos. També propicien la participació dels seus membres en comissions o grups de treball encaminats a desenvolupar normatives o en millorar les aplicacions de l'arxivística.

### Relació de publicacions
- Butlletí ANABAD
- Lligall. Revista Catalana d'Arxivística (Catalunya)
- Revista Archivamos (Castella-lleó)
- Revista Tria (AAA)
- Revista d'Arxius (AAU)

## Curiositats
- El lema dels arxivers és “Sic vos non vobis” (“Així vosaltres, no per a vosaltres”) Adoptat com a lema pel “Cuerpo Facultativo de Archiveros, Bibliotecarios y Arqueólogos” actualment es considera el lema de la professió. Són uns versos del poeta llatí Virgili que simbolitzen la voluntat de servei dels arxius: l'arxiver no treballa per ell mateix sinó en benefici de la societat.[17]
- El patró dels arxivers és Sant Benet de Núrsia, fundador de l'orde benedictí i copatró d'Europa, ja que a la seva Regla monàstica va incloure el treball arxivístic entre les labors dels monjos.
- A la Corona de Castella el primer arxiver fou Diego de Ayala designat arxiver el 1561 del recent creat Arxiu de Simancas. Tenia l'obligació de viure permanentment a l'arxiu.